# Racer i Zelda-serien

## Racer
Ligesom der er forskellige dyr på jorden, er der også forskellige dyr i The Legend of Zelda serien. Herunder står alle racerne samlet.

## Dety
Tekst mangler, hjælp os med at skrive teksten

## Deku
Deku Scrubs, som de hedder fuldt ud, er en slags træ-væsener der lever i skove.
Der optræder mange forskellige Deku'er i Zelda seriens spil, her er de:
Deku Scrubs: De mest normale.
Buisness Scrub: Disse Deku'er forhandler gerne med dig, efter du har besejret dem.
Royal Scrubs: Dette er kun de kongelige Deku Scrubs der får denne titel.
Mad Scrubs: Disse Scrubs er fjendtlige, pas på, de angriber ved at spytte nødder efter dig.

## Fairy
Fairies (feer) er en magisk og medfølende race, først introduceret i The Legend of Zelda. De optræder i hvert spil, og hjælper altid Link på hans rejser. Fairies fremstår som humanoider, ofte små, bevingede og omringet af et skarpt lys. De findes mange forskellige steder, men holder for det meste til i et Fairy Fountain eller Fairy Spring, til tider under beskyttelse af en Great Fairy. Fairies fra springvandene vil hele Link når han nærmer sig, og Link kan putte dem i flasker til senere brug. Hvis Link dør mens han holder en Fairy i en flaske, vil den genoplive ham. Der findes 4 forskellige typer Fairies: Healing Fairies, Guardian Fairies, Stray Fairies og Great Fairies. I Four Swords Adventure er de kaldt Force Fairies.
I Ocarina of Time er det Guardian Fairies der rejser med Kokirierne og giver dem råd. En af disse er Navi, som tjener som Links Guardian Fairy. 
Den fysiske facade af Fairies tenderer at skifte mellem spillene. I tidlige spil og The Wind Waker er de små, unge piger med vinger og tryllestave, mens de i senere spil er omringet i et lys så skarpt, at man ikke kan se Fairiens krop, og dermed ofte ligner en farverig bold med 4 vinger der adskiller sig fra lyset omkring kroppen. Farven af lyset som Fairien udstråler er forskellig, og ændrer sig nogle gange som en følelsesmæssig reaktion. Nogle Fairies udstråler dog slet ingen lys.
I den animerede serie har Fairies et kongerige og en konge, Oberon. Han har en datter ved navn Sprite, men hans kone optræder ikke.

## Fishmen
Fishmen (fiskemennesker) er en race af blå fisk. I The Wind Waker giver de Link information og kort for hver sektor af The Great Sea. De var trænede informationssamlere fordi de tilbagebetalte en gæld til The King of Red Lions ved at gøre dette. Efter at have snakket med Link for første gang, beder de ham om at lindre deres smertende halse ved at skyde pile efter dem.

## Gerudo
Gerudo'erne er en stamme af tyve som optræder i Ocarina of Time, Majora's Mask og Four Swords Adventures.
I de fleste tilfælde holder Gerudo'erne til i ørkenen. I Ocarina of Time vogter de deres fæstning nær The Haunted Wasteland, som ligger langt i vest fra Hyrule Castle. I Majora's Mask er de pirater. I Four Swords Adventures bor de i telte i The Desert of Doubt.
Bortset fra en enkelt Gerudo-dreng født hvert 100. år, består racen kun af kvinder. Det er Gerudo'ernes lov, at denne mand skal blive konge af stammen. Ganondorf, hovedfjenden i serien, er sådan en mand og er konge over Gerudo'erne i Ocarina of Time. Overensstemmende er Ganondorf den eneste mand, som Gerudo'erne ikke anser for "ubrugelig" som standard. Link får dog Gerudo'ernes respekt efter at have befriet nogle tømre fra Gerudo Fortress. Det er antydet at Gerudo'erne til tider søger mænd, der ikke tilhører stammen, som seksuelle partnere.
Fysiske træk af en Gerudo er typisk bronzefarvet hud, rødt hår, "ørnenæser", gyldne øjne og, i modsætning til Hylianerne, runde ører.

## Goron
Goroner er en af de meget populære racer i The Legend of Zelda (spilserie). Denne stenspisende, venlige og stærke race optrådte for første gang i spillet The Legend of Zelda: Ocarina of Time, hvori de bor i en by kaldet Goron City, der er udskåret i det store bjerg Death Mountain. 
Goroner er brune i huden, og har evnen til at rulle sig sammen og på denne måde komme fremad i et meget højt tempo. Når de er rullet sammen kan man nemt forveksle dem med en stor brun sten. 
Goronernes leder er enten den stærkeste eller den ældste og viseste i klanen. De viser stor respekt for deres leder, og de fleste kalder andre de har respekt for for "bror", og respekterer dem dermed som en del af familien. 
Goroner kan ikke lide dybt vand, mest fordi de ikke kan svømme. Man ser dog i The Legend of Zelda: Twilight Princess, at de er meget glade for varme kilder. Goroner kan tåle lava i små mængder, og kan også tåle at leve i meget varme klimaer, som de foretrækker. 
Goroner kommer i mange forskellige størrelser. Den mest normale er på cirka samme højde som Hylianer, dog er der observeret nogle langt større, blandt andet Biggoron, som må bo på toppen af Death Mountain, fordi han er alt for stor til at kunne være inde i byen.

## Hylian
Hylian er en elverlignende race af mennesker fra Hyrule.
Hylianerne var den første race til at etablere en organiseret civilisation i oldtidens Hyrule, selvom det i den engelske version af Twilight Princess siges at Oocca'erne havde skabt dem; i den japanske version siges det endda at Oocca'erne skabte selve Hyrule. Man mener, at Hyrule er opkaldt efter Hylianerne. I modsætning til mange andre racer i serien, tenderer de til at bo i stortbefolkede byer.
Ifølge den originale A Link to the Past instruktionsbog er Hylianerne født med magifyldt blod, der begaver dem med spirituelle kræfter og trylleevner, mens der, ifølge den japanske instruktionsbog er skrevet at disse kræfter er gaver fra guderne. Manualerne påstår også, at Hylianernes lange, spidse ører (deres eneste kendte fysiske forskel fra normale mennesker) tillader dem at høre beskeder fra guderne.
I Ocarina of Time ser det ud til de fleste Hylianere lever inde bag de stærke mure i Hyrule Castle Town, eller den lille naboby, Kakariko Village. Udover at leve i og omkring markedspladsen, bor andre indbyggere udenfor den beskyttede by.

## Kokiri
Kokiri er en humanoid fe-race i Ocarina of Time som bor i Kokiri Forest. De er forsigtige og hemmelighedsfulde, og tror at de vil dø hvis de forlader skoven. Det er også antydet at hvis de går for langt ind i skovene og bliver der for længe vil de blive Skull Kids. Disse troer forhindrer de fleste af dem nogensinde at forlade deres del af skoven. Overtroen er i sidste ende bevist falsk, fordi de fleste af Kokirierne er set feste med alle andre på Lon Lon Ranch under rulleteksterne.
Selvom de ligner Hylianske børn er Kokirierne aldersløse og bliver aldrig gamle. Hver Kokiri har en skytsfe der spiller rollen som ven, forælder, beskytter og lærer for dem. De bliver overvåget af The Great Deku Tree, og senere Saria da hun bliver The Sage of Forest, men Mido er deres "boss".
Kokirierne blev skabt af The Great Deku Tree. Alle Kokirier er klædt i en grøn tunika og har spidse ører, og drengene har en grøn hue på mens pigerne har grønne hårbånd. Der er kendt 2 Kokiri-guruer som har hjulpet Link. Den første er Saria, The Sage of Forest i Ocarina of Time og Fado, The Sage of Wind i The Wind Waker. Fado optræder ikke i Kokiri Forest i Ocarina of Time, men benytter i stedet et genbrugt navn fra en anden Kokiri som havde navnet først: den blonde pige som broerne fra Sarias hus fører hen til, hvis navn ikke bliver afsløret i spillet.
Det siges i The Wind Waker at Kokirierne er blevet Koroks.

## Merfolk
Tekst mangler, hjælp os med at skrive teksten

## Minish (Picori)
Tekst mangler, hjælp os med at skrive teksten

## Oocca
Oocca'erne er kreaturer med gule kyllingeagtige kroppe med bleghvide, menneskelignende hoveder. Oocca-børn ligner menneskehoveder med vinger der hvor ørerne normalt sidder. De bliver introduceret i Twilight Princess.
Oocca'erne holder til i The City in the Sky, der ligger over Hyrule. Det er påstået af Shad i Twilight Princess, at Oocca'erne var "Sky People", den første race skabt af Gudinderne, og som så skabte Hylianerne; men i den originale japanske version påstår han i stedet at de skabte selve Hyrule. Disse Sky People havde også gode relationer til Den Royale Hylianske Kongefamilie, og havde begavet dem med The Dominion Rod.

## Rito
Ritoerne er en slags fuglelignende væsner, der udelukkende optræder i The Legend of Zelda: The Wind Waker. De er omtrent på samme højde med Hylianer, går på to ben, er for det meste brune i huden, og har næb i stedet for mund og næse. Deres levested er øen Dragon Roost Island, og herfra fungerer de som en slags postbuds-fugle. De flestes profession er at dele breve ud til alle de andre øer i Hyrule. 
Ingen Rito bliver født med vinger, men på et tidspunkt i hver af deres liv bliver der holdt en ceremoni, hvori de skal vandre op ad bjerget til den store drage, Valoo, som de tilbeder. Her giver dragen dem evnen til at kunne gro vinger.

## Sheikah
Sheikah var en oldtidsklan af ninja-lignende krigere, der svor at beskytte Den Hylianske Kongefamilie, og som ofte var refereret til som "Hylianernes skygger". I tiden hvor Ocarina of Time foregår, er det eneste kendte overlevende medlem af stammen Impa, Princess Zeldas husholderske. Mens Link er voksen forklæder Zelda sig selv som en Sheikah ved navn Sheik. Meget lidt vides om stammen, men det er blevet antydet at Sheikah'erne var utrolig hurtige og havde magisk tapperhed ligesom Hylianerne.
Fra de få optrædener Sheikah'erne har lavet i serien, kan vi gå ud fra at Sheikah'erne havde røde øjne, som både Impa og Zelda i hendes Sheikah-forklædning har i Ocarina of Time. Impaz fra Twilight Princess, som er antydet at være en efterkommer af Impa fra Ocarina of Time, har også røde øjne, men det er ikke fastslået om hun er en Sheikah eller ej.
Sheikah'ernes symbol af et grædende øje er almindeligvis set i serien, selv i spil hvor Sheikah'erne ikke er med. Symbolet forekommer på Gossip Stones i Ocarina of Time og Majora's Mask, tåren er dog blevet fordrejet eller ændret til at ligne en grinende mund. I The Wind Waker er symbolet set på ruiner inde i The Forsaken Fortress. Zelda bærer også Sheikah'ernes symbol på hendes kappe i Twilight Princess. 
I Ocarina of Time-mangaen er det beskrevet af Sheik at Sheikah'ernes symbol kun plejede at bestå af et normalt øje, men som blev ændret når de blev forrådt – årsagen bag skulle tilsyneladende være Den Hylianske Kongefamilie der på en eller anden måde forrådte Sheikah'erne, og tåren blev en del af symbolet, for at repræsentere Sheikah'ernes sorg over dette.
I Twilight Princess besøger Link en nedslidt landsby gemt i en bjergdal, hvor han møder Impaz, det sidste overlevende medlem af Sheikah-stammen. Hun giver ham The Book of Sky Writing, fordi han er helten som hun af skæbnen blev bedt om at vente på.

## Skull Kids
Skull Kids er en race der kommer til syne i The Lost Woods i Ocarina of Time, Majora's Mask og i The Sacred Grove i Twilight Princess. Ifølge Navi er de beviset på hvad Kokirier bliver hvis de farer vild i skovene og ikke kan finde vej ud igen. Hun beskriver dem også som "kede af, at de intet ansigt har". Men Skull Kids er ikke det eneste mulige bevis på væsener der ændrer sig hvis de farer vild i The Lost Woods; ifølge en Kokiri som Link møder på en af sine sidemissioner, bliver Hylianere til Stalfos, og i Four Swords Adventures påstår Deku'erne at hvis man farer vild vil man selv blive en Deku. Både Skull Kid i Majora's Mask og den i Twilight Princess er beskrevet som "fe-demoner". 
Det vigtigste Skull Kid er Skull Kid fra Majora's Mask, som er besat af masken selv, og som er venner med 2 feer ved navn Tatl og Tael. Dette Skull Kid siger at Link dufter som fe-drengen der kendte Saria's Song i Ocarina of Time, der kunne antyde at han er et af de Skull Kids Link møder i spillet.
I Twilight Princess er et Skull Kid vogteren af The Sacred Grove, og Link må lege gemmeleg med det 2 gange for at komme videre i spillet. Skull Kid'et i dette spil holder en trompet i stedet for en fløjte, og spiller på den for at påkalde følgere kaldet Puppets, som der lader til at være et ubegrænset antal af. Twilight Princess Skull Kid'et har også et lilla læderagtigt ansigt med røde øjne og fugleskræmsel-lignende image, mens Skull Kids'ene i Ocarina of Time og Majora's Mask har simple, ansigter af træ med lysende gule konturer.

## Subrosian
Tekst mangler, hjælp os med at skrive teksten

## Tokay
Tekst mangler, hjælp os med at skrive teksten

## Twili
Tekst mangler, hjælp os med at skrive teksten

## Wind Tribe
Wind Tribe (vindstammen) er en gruppe humanoider der bor indeni The Tower of The Winds på The Cloud Tops, såvel som de vogter The Palace of Winds i The Minish Cap. De plejede at bebo The Wind Ruins, men flyttede til The Cloud Tops for at flygte fra de stigende problemer på Jorden. De er påståede at være have stort talent i at finde Kinstones, og have flere end de kan kapere. De kan bruge vinden til at rejse, og behøver ingen udstyr som for eksempel Link, der er nødt til at bruge en faldskærm. De bruger også deres kraft over vinden til at støtte deres tårn. Disse folk lader til at være blevet jaget bort af Vaati, siden han er set hænge ud i The Palace of Winds i Four Swords og Four Swords Adventures.

## Yeti
Yetierne er en race, der udelukkende optræder i The Legend of Zelda: Twilight Princess. Man møder gennem spillet kun 2 Yetier, nemlig hanyetien Yeto og hunyetien Yeta. Disse 2 yetier lever ikke ligefrem op til deres ry som menneskeædende og brutale monstre. De er snarere 2 meget godhjertede og venlige væsner, som just er blevet betragtet helt forkert. De bor i et kæmpe forladt palæ, der befinder sig i Peak Provinsen, der blandt andet er den nordligste provins i landet Hyrule. Dette forladte palæ, der går under navnet Snowpeak Ruins (Snetopsruinerne), har også formålet som spillets femte dungeon. Disse 2 Yetier kan tale sproget Hylian, dog ikke helt flydende, men de kan da gøre sig forståelige. 
Efter at Snowpeak Ruins er gennemført, kan man prøve et slags minispil mod Yeto og Yeta, hvori man skal kælke ned af det snedækkede bjerg mod dem. Efter at have vundet over Yeto kan man prøve mod Yeta, som viser sig at være langt sværere at overkomme.

## Zora
Zora folket er en af de meget populære racer i The Legend of Zelda (spilserie). De er blandt andet med i det første spil i serien The Legend of Zelda, hvori de er onde væsner, der prøver at gøre helten Link (The Legend of Zelda) fortræd. I de senere spil i serien skifter deres udseende og væremåde dog drastisk. De går fra at være onde vandmonstre til at være venlige, flot udseende, menneskelignende væsner. 
Den nyere version af denne race er hvid i huden med lidt blåligt nogle steder. De kan både trække vejret over og under vand, og er vældigt gode svømmere. 
Deres leder er enten en konge eller dronning, som de viser stor respekt. I The Legend of Zelda: Ocarina of Time tilbeder Zoraerne tilmed en stor hval ved navn Jabu-Jabu. Zora folket har også et helligt tempel under vandet i den store sø The Legend of Zelda (spilserie)#Lake Hylia. 
Zoraer lægger æg, og de udklækkes som haletudse-lignende væsner. Er en Zora over vandet i for lang tid ad gangen, udtørrer den, og det kan ende med sygdom og dødsfald. 
| Spilfigurer | Spire Denne spilfigur-relaterede artikel er en spire som bør udbygges. Du er velkommen til at hjælpe Wikipedia ved at udvide den. |